# Gare de Mézel - Châteauredon
La gare de Mézel - Châteauredon est une gare ferroviaire française située sur le territoire de la commune de Châteauredon, à proximité de Mézel, dans le département des Alpes-de-Haute-Provence.

## Service des voyageurs

### Desserte
La gare est desservie par les chemins de fer de Provence, le « train des Pignes » sur la ligne de Nice à Digne (4 a/r par jour).

Installations de la gare de Mézel - Châteauredon.
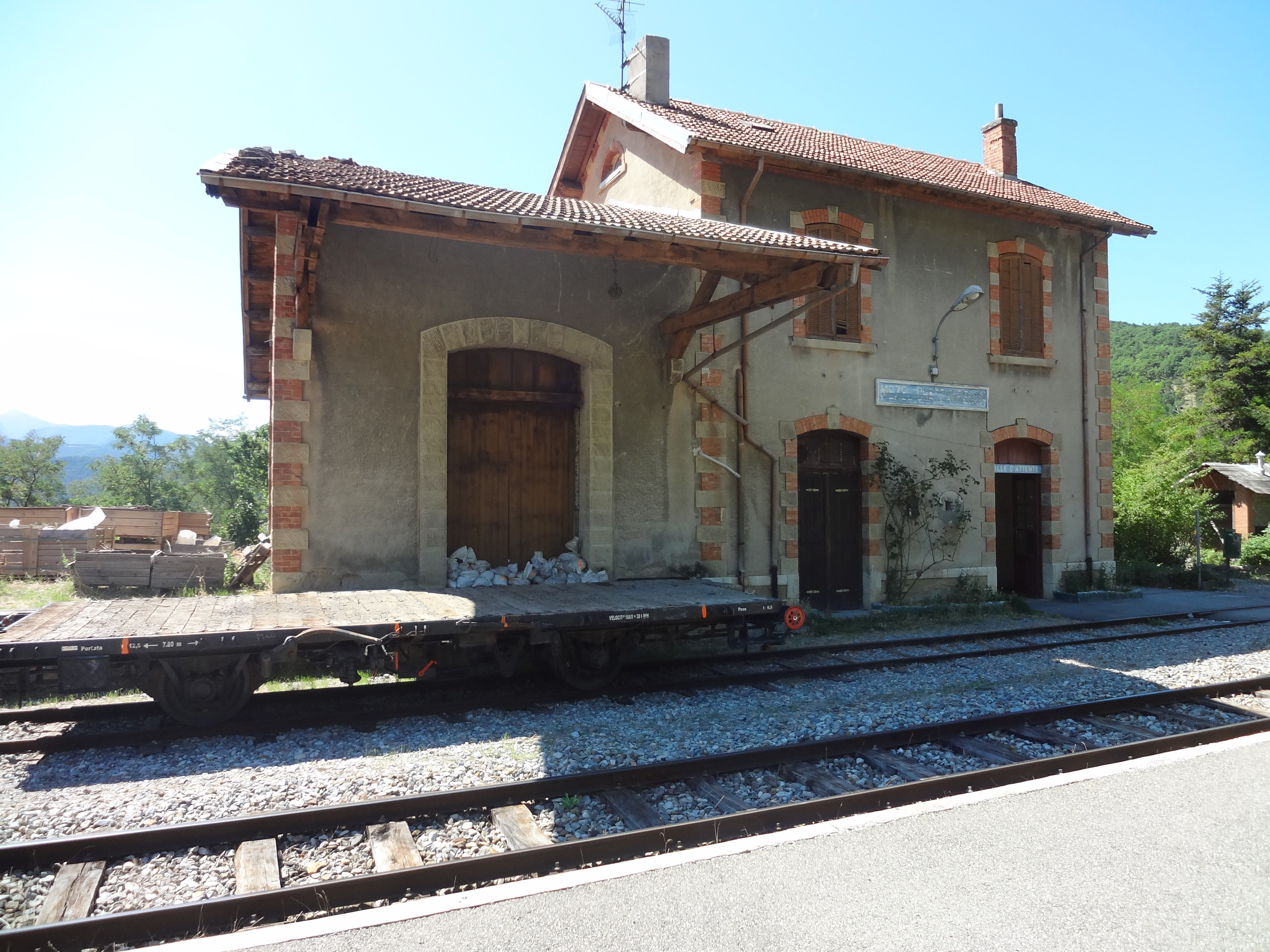
Bâtiment principal.
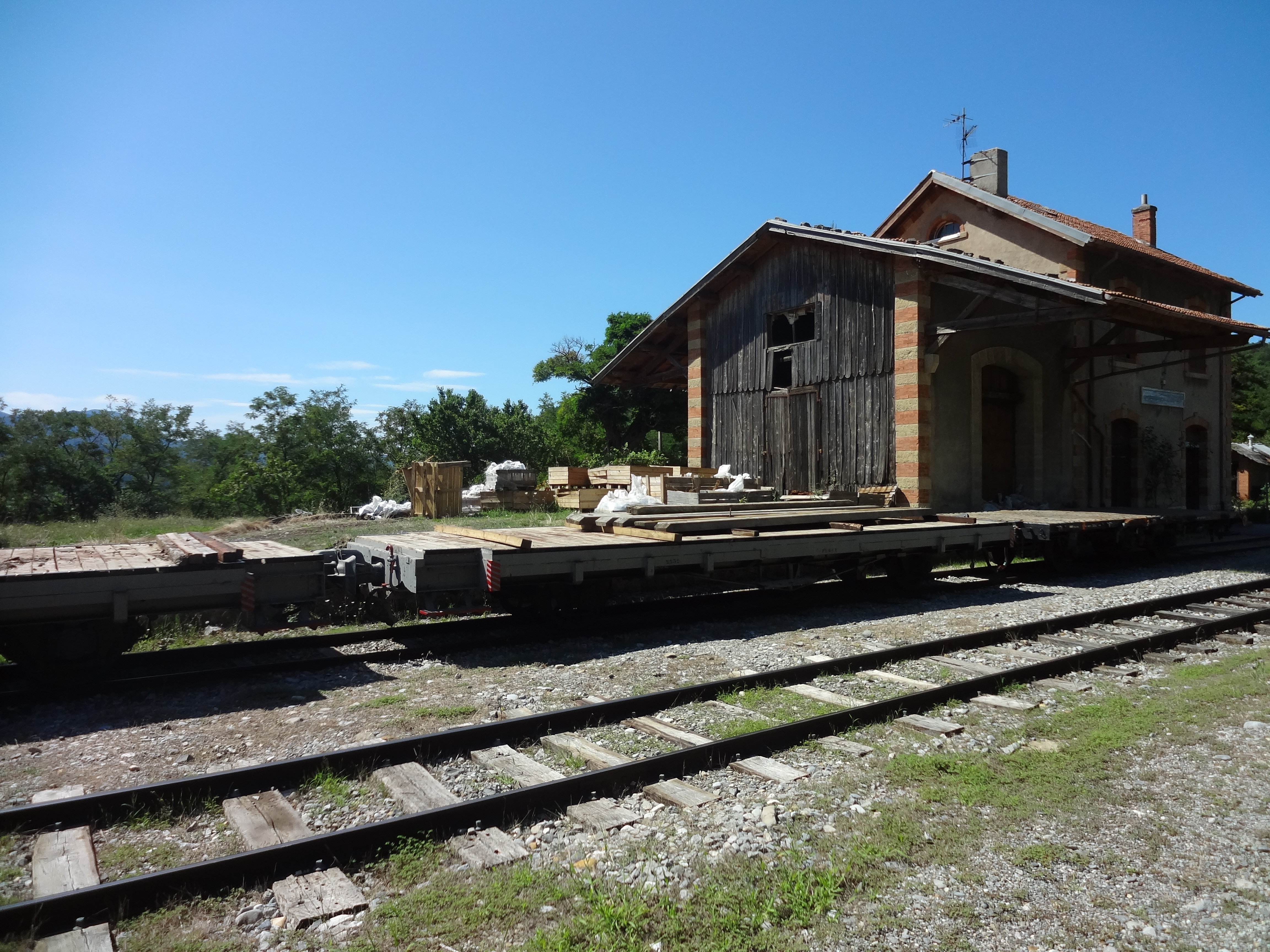
Quai à marchandises et wagons plats.
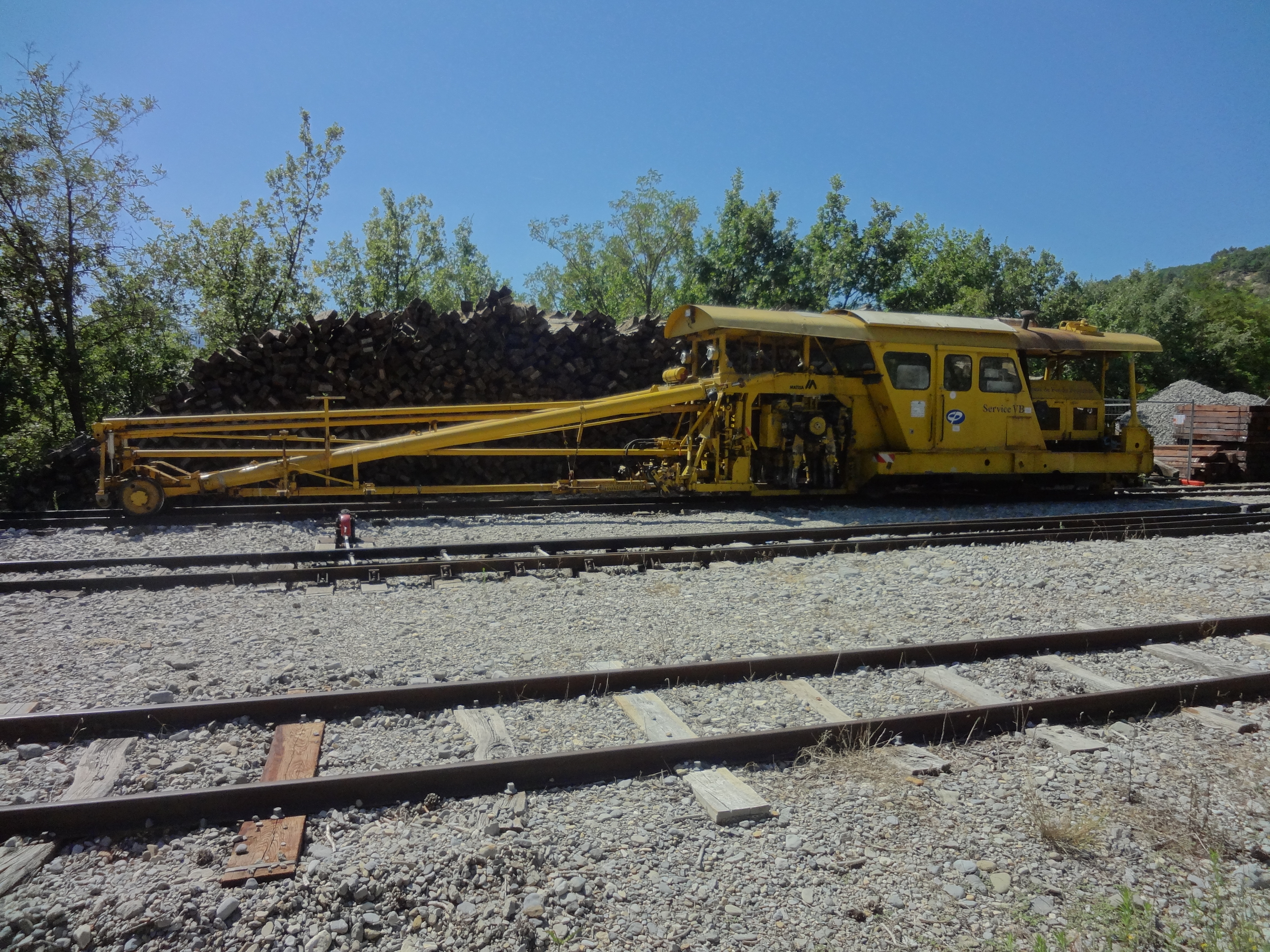
Véhicule technique en gare de Mézel.